# 图查蓬·古旺班迪
图查蓬·古旺班迪（1992年9月8日—），昵称Job，泰国男演员兼模特。代表作有《云之舞》、《伪爱》、《奇迹熊先生》。为泰国第3电视台旗下男艺人。

## 早年经历
小时候的图查蓬非常擅长运动，在英语和艺术相关的科目考试成绩也不俗。长大后的他对摄影很感兴趣。于是他决定在玛希隆大学修读电影制作系。他有机会在泰国JOOX成为创意实习生，也拍摄过不少短片、广告、拍摄及音乐录影带。

## 演艺经历
2018年，通过电视剧《伪爱》正式出道，他在剧中饰演主角Sattaya，并在《一喵定情》中饰演Din一角。
2020年2月13日，《云之舞》在泰国第3电视台播出，他剧中饰演男主角Mek。同年，与英皮塔·朗那基特参与奇幻同志爱情剧《奇迹熊先生》的拍摄，他在剧中饰演主角Peeranat，并安排在2022年播出。9月，《褪色的记忆》正式播出，他剧中饰演主角Achipat。

## 影视作品

### 电视剧
| 年份   | 剧名                | 角色            | 播放平台      | 备注 |
| ------ | ------------------- | --------------- | ------------- | ---- |
| 2018年 | 伪爱 （แกล้งแอ๊บแอบรัก The Series）           | Sattaya         | 泰国第3电视台 | 主角 |
| 2018年 | 一喵定情            | Din             | 泰国第3电视台 | 配角 |
| 2020年 | 云之舞 （ระบำเมฆ）         | Mek             | 泰国第3电视台 | 主角 |
| 2020年 | 褪色的记忆 （ความทรงจำสีจาง）     | Achipat         | 泰国第3电视台 | 主角 |
| 2022年 | 奇迹熊先生          | Peeranat（Nat） | 泰国第3电视台 | 主角 |
| 2023年 | 湄南河的子民2023    | Bunluea         | 泰国第3电视台 | 主角 |
| 2024年 | 名门绅士2：淑女之心 | Jack            | 泰国第3电视台 | 配角 |
| 2024年 | 鬼妻娜娜            | Mak             | 泰国第3电视台 | 主角 |
| 待定   | 黑手黨之花          | Thakorn         | 泰国第3电视台 | 配角 |
| 待定   | 情絲縈系            |                 | 泰国第3电视台 | 配角 |

### 電影
| 年份   | 劇名 | 角色 | 備註 |
| ------ | ---- | ---- | ---- |
| 2017年 | 陰月 | Job  | 主角 |

## 音樂作品
| 發佈日期      | 歌曲名稱     | 合作艺人      | 備注               |
| ------------- | ------------ | ------------- | ------------------ |
| 2022年3月22日 | 《解開心鎖》 | 萨林·朗那基特 | 《奇迹熊先生》插曲 |